# Domenico Alberti
Domenico Alberti (Veneza, c. 1710 — Roma, 14 de outubro de 1740) foi um cantor, cravista, e compositor veneziano, cujos trabalhos interligam os períodos Barroco e  Clássico.

## Biografia
Alberti nasceu em Veneza e estudou música com Antonio Lotti. Escreveu óperas, canções e sonatas para instrumentos de teclas, pelo qual é mais conhecido atualmente. Estas sonatas frequentemente empregam um tipo particular de acompanhamento arpejado na mão esquerda, que agora é conhecido como Baixo Alberti. Consiste em regular acordes quebrados, com a nota mais baixa soando primeiro, depois a mais alta, depois a média e depois outra vez a mais alta. Este padrão se repete. Hoje, Alberti é considerado um compositor menor, e seus trabalhos são reproduzidos ou gravados, só esporadicamente. O baixo Alberti foi usado por muitos compositores mais tarde, e tornou-se um elemento importante em muitas músicas para instrumentos de teclas do período de música clássica.

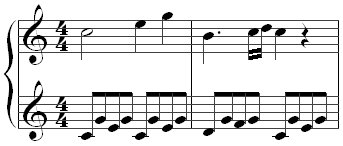
Um exemplo de baixo Alberti no início da sonata K 545 de Mozart.

No tempo em que viveu, Alberti era conhecido como cantor. Frequentemente se acompanhava no cravo. Pouco se sabe de sua vida, apenas que foi um embaixador veneziano na Espanha, em 1736, onde o famoso cantor castrato Farinelli costumava ouvi-lo cantar. Foi dito que Farinelli ficou muito impressionado, apesar de Alberti ser um amador.
As peças mais conhecidas de Alberti são suas sonatas para teclas, mas mesmo elas são muito raramente executadas. Acredita-se que escreveu cerca de trinta e seis sonatas, das quais catorze sobreviveram. Todas elas têm dois movimentos, cada um na forma binária.
É provável que a primeira sonata para violino de Mozart, escrita aos sete anos de idade, foi modelada sobre o trabalho de Alberti, embora os produzidos por Mozart sejam geralmente considerados de qualidade superior.
Alberti morreu em 1740, em Roma.